# Þorkell Skallason
 (octobre 2023).
Si vous disposez d'ouvrages ou d'articles de référence ou si vous connaissez des sites web de qualité traitant du thème abordé ici, merci de compléter l'article en donnant les références utiles à sa vérifiabilité et en les liant à la section « Notes et références ».
Þorkell Skallason est un scalde islandais du XIe siècle.

## Ouvrages
Il est l'auteur du Valþjófsflokkr (« Flokkr de Valþjófr »), composé en l'honneur du jarl Valþjófr, que les sagas royales présentent comme l'un des frères du roi d'Angleterre Harold Godwinson.
Deux strophes de ce poème ont été conservées dans les sagas royales (Heimskringla, Fagrskinna, Hulda-Hrokkinskinna). L'une célèbre comment, au soir de la bataille d'Hastings, Valþjófr fit brûler dans un bois un détachement de l'armée de Guillaume de Normandie. L'autre évoque l'exécution du jarl sur l'ordre de Guillaume.  